# Wrocław Klecina
Wrocław Klecina – nieczynna stacja kolejowa we Wrocławiu, przy ulicy Kobierzyckiej na osiedlu Klecina na linii kolejowej Wrocław Główny – Jedlina Zdrój. Budynek dworcowy jednopiętrowy wraz z sienią został wytyczony na planie nieregularnego prostokąta i nakryty dwuspadowym dachem. Budowla otrzymała skromną dekorację architektoniczną w postaci gzymsów i łuków nadokiennych. Z boku dostawiono parterowy budynek gospodarczy.
Od zakończenia II wojny światowej linia przechodząca przez stację w wyniku rozbiórki dokonanej przez Armię Czerwoną jest linią jednotorową. Przez okres zawieszenia połączeń pasażerskich odbywał się jedynie ruch towarowy. Ze stacji Klecina odchodzi prawostronna bocznica przemysłowa do nieistniejącej już cukrowni „Klecina” (dawniej bocznica była łącznikiem ze stacją Wrocław Zachodni).
Pierwotne plany urzędu marszałkowskiego województwa dolnośląskiego uruchomienia linii do Świdnicy zostały odłożone w 2012, gdy ogłoszono, że z racji zbyt wysokich kosztów linia nie będzie remontowana. 
W 2018 roku PKP PLK ogłosiło przetarg na remont linii kolejowej celem ponownego uruchomienia trasy prowadzącej przez Sobótkę do Świdnicy. Koszt remontu miał wynieść 150 mln zł, a linia miała być uruchomiona w 2021 roku. Finalnie linię oddano do użytku 12 czerwca 2022, jednak przystanek nie obsługuje połączeń pasażerskich.

## Galeria

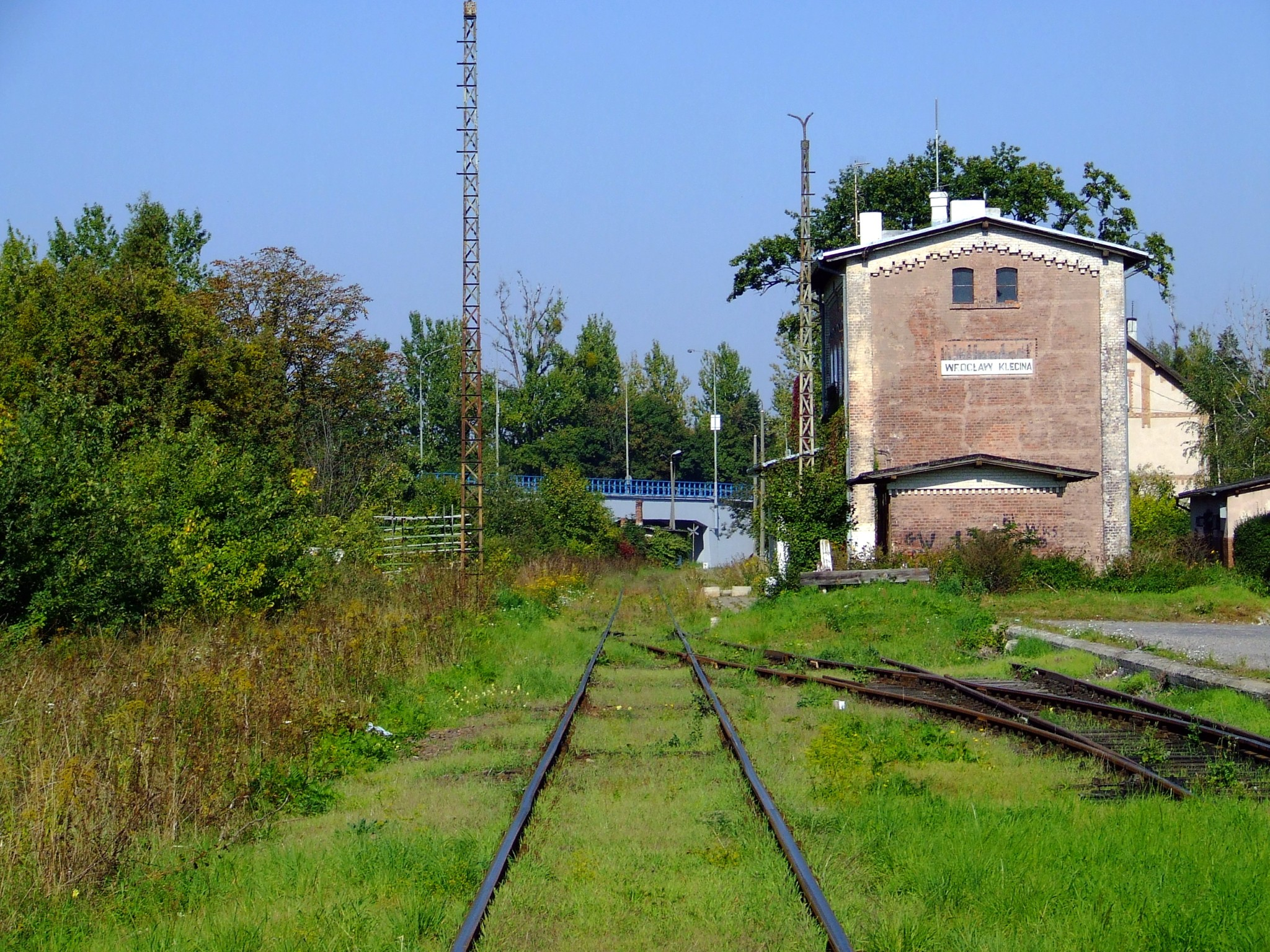
Widok na stację od strony Bielan Wrocławskich
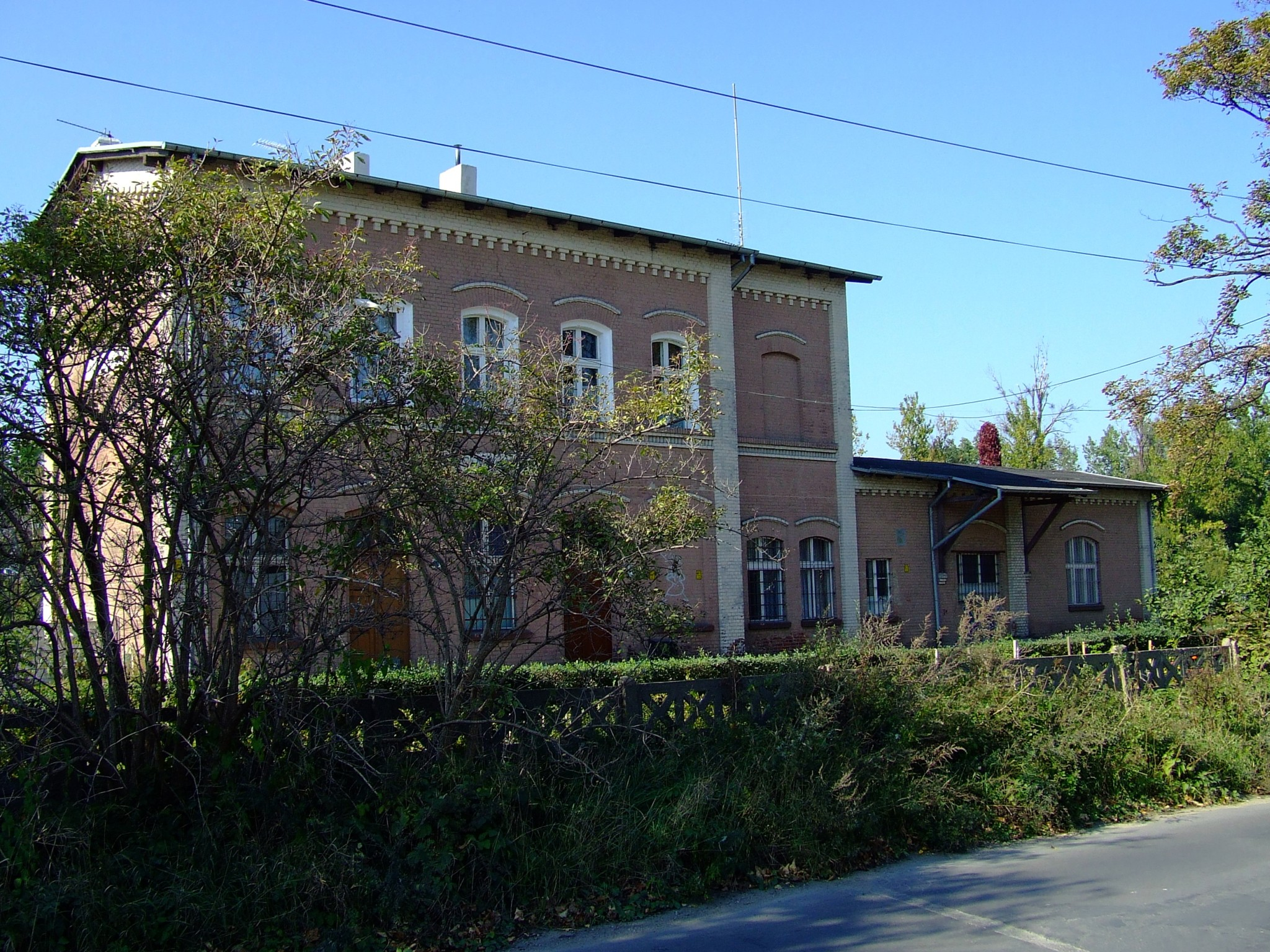
Widok dworca od strony ul. Kobierzyckiej